# Йорданова, Зорка
Зорка Янкова Йорданова (23 сентября 1904, София — 1 сентября 1970, София) — болгарская актриса, народная артистка Народной Республики Болгарии.

## Биография
Училась в театральной студии Даниэля, в 1923 году дебютировала в Национальном театре в спектакле «Тот, кто получает пощечины» по пьесе Леонида Андреева. В конце 1920-х годов была направлена Министерством культуры на дополнительное совершенствование в актёрском искусстве в Вене, Берлине и Париже, затем многие работы работала в Софийском театре им. Вазова.
В 1931 году снималась в фильме «Бескрестные могилы». В молодые годы по большей части играла роли молодых страдающих женщин, придавая героиням романтические образы, изящество и грустную элегичность, на рубеже 1940-х и 1950-х годов перешла на драматические роли. После смерти были опубликованы её мемуары.